# Богданов, Владимир Алексеевич
Влади́мир Алексе́евич Богда́нов (22 мая 1930, Киев, Украинская ССР, СССР — 2001, Москва, Россия) — советский военачальник, генерал-лейтенант.

## Биография
Родился 22 мая 1930 года в Киеве в семье тверского карела Алексея Егоровича Богданова (1903—1958) и Марии Николаевны Барсуковой (1905—1981).
С 1931 по 1940 год жил в военных городках по месту службы отца. В начале Великой Отечественной войны семья Богдановых была эвакуирована в Воронеж, а затем за Волгу, в село Красноармейское. В начале 1943 года они вернулись в Воронеж.
С конца 1943 по 1949 год проходил обучение в Харьковском Суворовском военном училище, с 1949 по 1951 — в Киевском пехотном училище, по окончании которого был направлен в Группу советских войск в Германии, где служил командиром взвода автоматчиков и мотострелков.
В октябре 1956 года продолжил службу в Закавказском военном округе в должности командира взвода 1-й гвардейской мотострелковой дивизии. В 1959 году был назначен заместителем начальника штаба учебного батальона, в 1960 получил воинское звание капитана. В 1961—1964 годах проходил обучение в Военной академии им. М. В. Фрунзе, после чего получил назначение в Туркестанский военный округ (ТуркВО) на должность начальника штаба мотострелкового батальона. В 1965 году получил звание майора и должность командира батальона. В ходе крупных учений во время службы в Ашхабаде попал в поле зрения руководителей штаба округа, заметивших в нём перспективного офицера, и в 1967 году Богданов получил назначение в оперативное управление штаба ТуркВО. С марта 1968 года — старший офицер-оператор Южного направления (Ближний и Средний Восток) оперативного управления Главного оперативного управления Генерального штаба. В том же году был направлен на усиление Западного направления, которое на тот момент занималось планированием и подготовкой ввода войск Варшавского договора в Чехословакию, а затем и обеспечением руководства этими войсками.
В 1971—1973 годах проходил обучение в Военной академии Генерального штаба, после чего возвратился на должность старшего офицера-оператора в звании полковника. В последующем Богданов назначался начальником группы направленцев на Закавказский и Туркестанский военные округа и вооружённые силы стран Ближнего Востока, а также заместителем начальника и — с 1977 — начальником Южного направления.
В ноябре 1979 года получил звание генерал-майора.
Принимал участие в подготовке и последующем выводе советских войск из Афганистана.
В 1991 году вышел в отставку, но остался работать в Военно-научном управлении (ныне — комитет) Генштаба как вольнонаёмный специалист.
Скончался в 2001 году в Москве.

## Семья
- Жена — Клара Ивановна Богданова (в девичестве Пануева; род. 1933).
- Дочь — Ирина Владимировна Богданова (в замужестве Яжлева; род. 1956).

## Награды
Награждён двумя орденами Красного Знамени, орденами Красной Звезды и «За службу Родине в Вооружённых Силах СССР» III степени, девятью медалями, афганским орденом Славы, грамотами и ценными подарками от Министра обороны и начальника Генерального штаба.